# Centre de recherche atomique Bhabha
Le Centre de recherche atomique Bhabha (anglais : Bhabha Atomic Research Centre (BARC) ; hindi : भाभा परमाणु अनुसन्धान केंद्र Bhābhā Paramānu Anusandhān Kendra) est le centre principal de recherche en physique nucléaire de l'Inde basé à Trombay près de Mumbai. Il est nommé en l'honneur du physicien Homi Jehangir Bhabha.

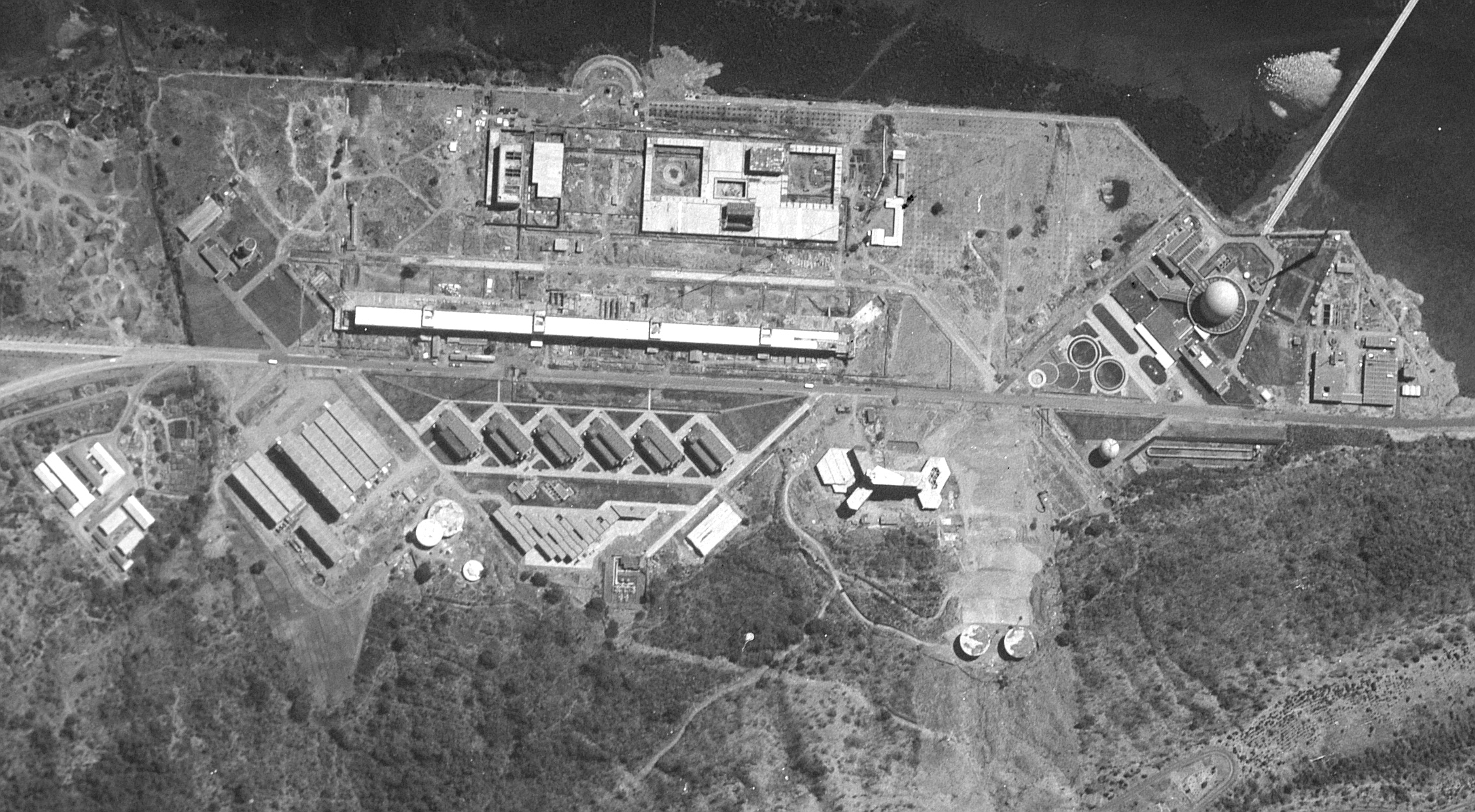
Le BARC vu de satellite en 1966.

Les réacteurs servant ou ayant servi sont : Apsara (1956), CIRUS (1960), ZERLINA (1961 ; Zero Energy Reactor for Lattice Investigations and Neutron Assay), Purnima I (1972), Purnima II (1984), Dhruva (1985), Purnima III (1990) et KAMINI (Kalpakkam Mini reactor).